# バルバラ・ヘッセ＝ブコフスカ
バルバラ・ヘッセ＝ブコフスカ (ポーランド語: Barbara Stella Hesse-Bukowska、1930年2月8日ウッチ  - 2013年12月9日ワルシャワ）はポーランドのピアニスト。

## 経歴
生い立ち
1930年、ポーランド中央部のウッチで生まれた。ワルシャワの国立音楽大学を1949年6月に卒業。その数ヶ月後に、戦後初のショパン・コンクールに出場し、2位を受賞した。4年後パリに行き、アルトゥール・ルービンシュタインの下で演奏を完成させた。1962年には、ハリエット・コーエン国際音楽賞を受賞した。
演奏家・音楽教育者として
1963年からはヴロツワフの国立音楽アカデミーで教えながら、世界各国で精力的な演奏活動を行った。1972年から長らくフレデリック・ショパン音楽アカデミーの教授を務めていた。
2013年、ワルシャワにて死去。